# احمد نجدت سزر
اَحمَد نَجدَت سَزَر (به ترکی استانبولی: Ahmet Necdet Sezer) (زادهٔ ۱۳ سپتامبر ۱۹۴۱) دهمین رئیس جمهور ترکیه بود.
او بعد سلیمان دمیرل در سال ۲۰۰۰ به ریاست جمهوری انتخاب شد.